# Mitteldeutscher Fußballpokal 1928/29
Der Mitteldeutsche Fußballpokal 1928/29 war die dritte Austragung des Fußballpokalwettbewerbs der Herren für den Bereich des Verband Mitteldeutscher Ballspiel-Vereine. Titelverteidiger war der Dresdner SC, welcher in der vergangenen Ausgabe Guts Muts Dresden mit 2:1 besiegen konnte. Am Wettbewerb nahmen insgesamt 49 Vereine teil. Sieger der diesjährigen Ausgabe wurde der Wacker Leipzig durch einen 2:1-Sieg gegen den Vorjahressieger Dresdner SC. Durch den Pokalsieg durfte Wacker Leipzig an der Deutschen Fußballmeisterschaft 1928/29 teilnehmen.

## 1. Runde
Quelle:
| Datum            |                            | Ergebnis |                          |
| ---------------- | -------------------------- | -------- | ------------------------ |
| 21. Oktober 1928 | Borussia Eisenach          | 3:2      | SC Apolda                |
| 21. Oktober 1928 | VfB Apolda                 | 3:2      | TuR Weißenfels           |
| 21. Oktober 1928 | GW Steinbach-Hallenberg    |          | VfB Coburg               |
| 21. Oktober 1928 | SV 08 Steinach             |          | VfB Erfurt               |
| 21. Oktober 1928 | FC 1905 Zella-Mehlis       |          | 1. FC Sonneberg          |
| 21. Oktober 1928 | SC Erfurt 1895             |          | SpVgg Zella-Mehlis 06    |
| 21. Oktober 1928 | Germania Halberstadt       |          | VfB Leipzig              |
| 21. Oktober 1928 | VfL Olympia 08 Duderstadt  |          | Sportfreunde Halle       |
| 21. Oktober 1928 | Naumburger SV 05           |          | Wacker Heiligenstadt     |
| 21. Oktober 1928 | SV Fortuna Leipzig 02      |          | VfB Preußen Greppin 1911 |
| 21. Oktober 1928 | Wacker Leipzig             |          | BC Hartha                |
| 21. Oktober 1928 | Wacker Bernburg            |          | Viktoria Stendal         |
| 21. Oktober 1928 | Magdeburger SV 90 Preussen |          | VfB 07 Klötze            |
| 21. Oktober 1928 | VfL Neuhaldensleben        |          | SV Merseburg 99          |
| 21. Oktober 1928 | Borussia Halle             |          | FSV Wacker 90 Nordhausen |
| 21. Oktober 1928 | SpVgg Dresden-Löbtau 1893  |          | SV Preußen Biehla        |
| 21. Oktober 1928 | Riesaer SV                 |          | FSV Budissa Bautzen      |
| 21. Oktober 1928 | Zittauer BC                |          | Sportfreunde Freiberg    |
| 21. Oktober 1928 | Saxonia Bernsbach          |          | Chemnitzer BC            |
| 21. Oktober 1928 | VfB Geyer                  |          | Wacker Chemnitz          |
| 21. Oktober 1928 | Dessauer SV 98             |          | SV Aschersleben          |
| 21. Oktober 1928 | Saxonia Tangermünde        |          | SpVgg 1899 Leipzig       |
| 21. Oktober 1928 | BC 07 Arnstadt             |          | SpVgg Eisenach           |
| 21. Oktober 1928 | VfB Pößneck                |          | SpVgg Falkenstein        |
| 21. Oktober 1928 | FC Preussen Chemnitz       |          | FC Teutonia Netzschkau   |
| 21. Oktober 1928 | SC National Chemnitz       |          | Zwickauer SC             |
| 21. Oktober 1928 | SV Holzweißig              |          | SV Concordia Plauen      |
| 21. Oktober 1928 | VfB Sangerhausen           |          | FC Wacker Gera           |
| 21. Oktober 1928 | VFC Plauen                 |          | ?                        |
| 21. Oktober 1928 | Dresdner SC                |          | Freilos                  |

## 2. Runde
Quelle:
| Datum             |                            | Ergebnis  |                           |
| ----------------- | -------------------------- | --------- | ------------------------- |
| 25. November 1928 | SpVgg 1899 Leipzig         | 0:5       | Dresdner SC               |
| 25. November 1928 | VfB Leipzig                | 4:0       | Borussia Eisenach         |
| 25. November 1928 | SV Merseburg 99            | 3:4 n. V. | SC Erfurt 1895            |
| 25. November 1928 | Viktoria Stendal           | 3:7       | Wacker Leipzig            |
| 25. November 1928 | Chemnitzer BC              | 8:3       | Zittauer BC               |
| 25. November 1928 | Dessauer SV 98             | 1:2       | Wacker Chemnitz           |
| 25. November 1928 | SV 08 Steinach             | 1:0 1     | VFC Plauen                |
| 25. November 1928 | VfB Coburg                 | 6:0       | BC 07 Arnstadt            |
| 25. November 1928 | SpVgg Falkenstein          | 3:0       | FC Preussen Chemnitz      |
| 25. November 1928 | FC Wacker Gera             | 5:2       | Riesaer SV                |
| 25. November 1928 | SV Concordia Plauen        | 1:2       | SpVgg Dresden-Löbtau 1893 |
| 25. November 1928 | VfB Apolda                 | 4:0       | FC 05 Zella-Mehlis        |
| 25. November 1928 | Magdeburger SV 90 Preussen | 0:6       | SV Fortuna Leipzig 02     |
| 25. November 1928 | Sportfreunde Halle         | 4:3       | SC National Chemnitz      |
| 25. November 1928 | Naumburger SV 05           | 0:3       | Borussia Halle            |

## Achtelfinale
Quelle:
| Datum           |                       | Ergebnis |                           |
| --------------- | --------------------- | -------- | ------------------------- |
| 20. Januar 1929 | SC Erfurt 1895        | 2:5      | Chemnitzer BC             |
| 20. Januar 1929 | Borussia Halle        | 4:2      | SpVgg Dresden-Löbtau 1893 |
| 20. Januar 1929 | Wacker Chemnitz       | 5:3      | VfB Coburg                |
| 17. März 1929   | VfB Leipzig           | 2:1      | VFC Plauen                |
| 17. März 1929   | Sportfreunde Halle    | 2:0      | FC Wacker Gera            |
| 17. März 1929   | SpVgg Falkenstein     | 0:4      | Dresdner SC               |
| 24. März 1929   | VfB Apolda            | 1:3      | Wacker Leipzig            |
| 24. März 1929   | SV Fortuna Leipzig 02 |          | Freilos                   |

## Viertelfinale
Quelle:
| Datum          |                    | Ergebnis |                       |
| -------------- | ------------------ | -------- | --------------------- |
| 14. April 1929 | Dresdner SC        | 2:1      | VfB Leipzig           |
| 14. April 1929 | Wacker Leipzig     | 4:1      | Wacker Chemnitz       |
| 14. April 1929 | Sportfreunde Halle | 2:1      | SV Fortuna Leipzig 02 |
| 14. April 1929 | Chemnitzer BC      | 5:3      | Borussia Halle        |

## Halbfinale
Quelle:
| Datum       |                    | Ergebnis |                |
| ----------- | ------------------ | -------- | -------------- |
| 5. Mai 1929 | Chemnitzer BC      | 4:5      | Wacker Leipzig |
| 5. Mai 1929 | Sportfreunde Halle | 2:3      | Dresdner SC    |

## Finale
Quelle:
| Dresdner SC       | Dresdner SC                                                    | Wacker Leipzig                                                 | Wacker Leipzig |
| ----------------- | -------------------------------------------------------------- | -------------------------------------------------------------- | -------------- |
| Dresdner SC       | \| 2. Juni 1929 \| \| Ergebnis: 1:2 \| \| Zuschauer: 16.000 \| | \| 2. Juni 1929 \| \| Ergebnis: 1:2 \| \| Zuschauer: 16.000 \| | Wacker Leipzig |
| 2. Juni 1929      |                                                                |                                                                |                |
| Ergebnis: 1:2     |                                                                |                                                                |                |
| Zuschauer: 16.000 |                                                                |                                                                |                |